# Réserve naturelle de Naourzoum
La Réserve naturelle de Naourzoum est une réserve naturelle du Kazakhstan. Elle fait partie de Saryarka, steppe et lacs du Kazakhstan septentrional, site inscrit sur la liste du patrimoine mondial de l’UNESCO depuis 2008. La réserve protège 3 077 km2 de steppe, semi-déserts et forêts. 

## Géographie
La réserve est située dans la partie centrale des hauteurs de Tourgaï, au milieu de la steppe kazakhe. Elle est constituée de trois ensembles de zones protégées, qui sont entourées par des zones tampons, par l’intermédiaire d’un corridor protégé. La zone centrale couvre 1 910 km2 et la zone tampon 1 167 km2.
Le système lacustre de Naourzoum est désigné site Ramsar (incluant la réserve) depuis le 12 juillet 2009.

## Flore
La végétation est constituée de steppes, d’arbustes, de semi-déserts, et chose unique dans cette partie méridionale de steppes, également de forêts. Ces dernières sont constituées de Pins sylvestres, de bouleaux (Bouleau verruqueux, Bouleau pubescent) et de Peupliers tremble. Le long des berges, une végétation de type aquatique s’est développée, composée de laîches et de roseaux. Parmi les arbustes dominent l’amandier nain, les Prunus, les genêts (dans partie la plus occidentale), des rosiers sauvages et des genévriers. Dans les parties humides, on trouve également des bouquets de saules ainsi que des tamaris le long des lacs.

## Faune
La réserve compte 47 espèces de mammifères, 279 d'oiseaux, 10 de reptiles et d'animaux amphibies et 10 de poissons. D'autre part, plus de 1 000 espèces d'invertébrés ont été dénombrées.
Parmi les mammifères propres à la steppe, on trouve dans la réserve le Putois des steppes (Mustela eversmanii), le Renard corsac (Vulpes corsac), le Renard roux (Vulpes vulpes), le Loup gris (Canis lupus), l'Hemiechinus auritus, le lièvre d'Europe (Lepus europaeus) et plusieurs espèces de rongeurs, tels que Marmota bobak, Spermophilus fulvus et autres écureuils, ou le Hamster d'Europe (Cricetus cricetus), des gerboises (Allactaga, des campagnols ou des Lemmings.

Les forêts sont habitées par des élans (Alces alces), des Chevreuils d'Asie (Capreolus pygargus), des Lynx boréals (Lynx lynx), des Blaireaux européens (Meles meles), des Hermines (Mustela erminea) et Belettes (Mustela nivalis), des Martres (Martes martes), ainsi que des Chiens viverrins (Nyctereutes procyonoides), des Écureuils roux (Sciurus vulgaris), des hérissons (Erinaceus europaeus) et autres Lièvres variables (Lepus timidus).

Le long des rivières principalement, on peut également trouver des sangliers (Sus scrofa).
Le saïga, habitant des déserts et semi-déserts, peut également être trouvé dans la réserve.